# وست دنیس (ماساچوست)
وست دنیس (به انگلیسی: West Dennis) یک منطقهٔ مسکونی در ایالات متحده آمریکا است که در شهرستان برنستبل، ماساچوست واقع شده‌است. وست دنیس ۱۰٫۹ کیلومتر مربع مساحت و ۲٬۲۴۲ نفر جمعیت دارد و ۳ متر بالاتر از سطح دریا واقع شده‌است.